# Nati nel 1994/Novembre
| Questa pagina contiene informazioni ricavate automaticamente dalle voci biografiche con l'ausilio del template Bio e di un bot. L'aggiornamento è periodico e automatico e ricostruisce completamente la pagina. Se manca una persona in questa lista, sei pregato di non aggiungerla, ma accertati piuttosto che la sua voce biografica contenga il template Bio e che i dati anagrafici siano correttamente compilati. Se il template Bio manca, inseriscilo tu stesso o, in alternativa, metti l'avviso {{tmp\|Bio}} che ne segnala la mancanza. Se i dati riportati sono sbagliati, correggi direttamente la voce biografica; le modifiche saranno visibili in questa lista entro pochi giorni. Per chiarimenti vedi il progetto biografie. La lista contiene solo le 401 persone che sono citate nell'enciclopedia e per le quali è stato implementato correttamente il template Bio. Pagina aggiornata al 18 ago 2025. |

- 1º novembre - Niccolò Bonacchi, nuotatore italiano
- 1º novembre - Matteo Brunori, calciatore italiano
- 1º novembre - Ardin Dallku, calciatore kosovaro
- 1º novembre - Rudy Ford, giocatore di football americano statunitense
- 1º novembre - Zico Paul Friday, calciatore sudsudanese
- 1º novembre - Matty Kennedy, calciatore nordirlandese
- 1º novembre - Martina Kuenz, lottatrice austriaca
- 1º novembre - Miriam-Teak Lee, attrice, cantante e ballerina britannica
- 1º novembre - Rocky Lynch, musicista e cantante statunitense
- 1º novembre - Simone Magill, calciatrice nordirlandese
- 1º novembre - Parvizçon Umarbaev, calciatore tagiko
- 1º novembre - Pabllo Vittar, cantante, ballerino e blogger brasiliano
- 1º novembre - James Ward-Prowse, calciatore inglese
- 2 novembre - Murodjon Ahmadaliyev, pugile uzbeko
- 2 novembre - Emery Bayisenge, calciatore ruandese
- 2 novembre - Lala &ce, rapper francese
- 2 novembre - Juan Espínola, calciatore paraguaiano
- 2 novembre - Jordan Howard, giocatore di football americano statunitense
- 2 novembre - Roholla Iqbalzadeh, ex calciatore afghano
- 2 novembre - Alwin Komolong, calciatore papuano
- 2 novembre - Wes Lee, wrestler statunitense
- 2 novembre - Patrik, cantante e ex calciatore islandese
- 2 novembre - Hassan Ridgeway, giocatore di football americano statunitense
- 2 novembre - Kristen Santos-Griswold, pattinatrice di short track statunitense
- 2 novembre - Daniel Szymkiewicz, cestista polacco
- 2 novembre - Yeltsin Álvarez, calciatore guatemalteco
- 3 novembre - Jumaa Abbas, calciatore sudanese
- 3 novembre - Tommaso Busilacchi, pallanuotista italiano
- 3 novembre - Marvin Clark, cestista statunitense
- 3 novembre - Ella Mai, cantautrice britannica
- 3 novembre - Anthony Lambot, cestista belga
- 3 novembre - Hiroto Nakagawa, calciatore giapponese
- 3 novembre - Messias, calciatore brasiliano
- 3 novembre - Jão, cantautore brasiliano
- 3 novembre - Miquel Salvó, cestista spagnolo
- 3 novembre - Felix Stridsberg-Usterud, ex sciatore freestyle norvegese
- 3 novembre - Juulia Turkkila, danzatrice su ghiaccio finlandese
- 3 novembre - Luděk Vejmola, calciatore ceco
- 4 novembre - Breanna Clark, atleta paralimpica statunitense
- 4 novembre - Iolanda, cantautrice portoghese
- 4 novembre - Geoffrey Gadbois, bobbista statunitense
- 4 novembre - Pablo Ganet, calciatore equatoguineano
- 4 novembre - Austin Hooper, giocatore di football americano statunitense
- 4 novembre - Tyler Lancaster, giocatore di football americano statunitense
- 4 novembre - Keshi, cantante statunitense
- 4 novembre - Andrea Lázaro García, tennista spagnola
- 4 novembre - Kirsty McGuinness, calciatrice nordirlandese
- 4 novembre - Juan Sebastián Molano, ciclista su strada e pistard colombiano
- 4 novembre - Radu Mîțu, calciatore moldavo
- 4 novembre - Camilla Patriarca, ex ginnasta italiana
- 4 novembre - Vittoria Prandi, pallavolista italiana
- 4 novembre - Matteo Restivo, nuotatore italiano
- 4 novembre - Sarah Rose Summers, modella statunitense
- 4 novembre - Ryan Switzer, ex giocatore di football americano statunitense
- 4 novembre - Bruno Varela, calciatore portoghese
- 4 novembre - Chanthaphone Waenvongsoth, calciatore laotiano
- 4 novembre - Allef de Andrade Rodrigues, calciatore brasiliano
- 5 novembre - Chrīstos Almpanīs, calciatore greco
- 5 novembre - Beatrice Attura, cestista statunitense
- 5 novembre - Trevon Bluiett, cestista statunitense
- 5 novembre - Maxime Crépeau, calciatore canadese
- 5 novembre - Mauro Da Luz, calciatore uruguaiano
- 5 novembre - Ammar Hamsan, calciatore yemenita
- 5 novembre - Egor Koulechov, cestista israeliano
- 5 novembre - Patrick Mainka, calciatore tedesco
- 5 novembre - Tomohiro Yamamoto, pallavolista giapponese
- 6 novembre - Jeffrey Carroll, cestista statunitense
- 6 novembre - Jacob Heidtmann, ex nuotatore tedesco
- 6 novembre - Duane Holmes, calciatore statunitense
- 6 novembre - Daniel Masur, tennista tedesco
- 6 novembre - Felix Monsén, sciatore alpino svedese
- 6 novembre - Paul Mullin, calciatore inglese
- 6 novembre - Tanzel Smart, giocatore di football americano statunitense
- 6 novembre - Martin Ádám, calciatore ungherese
- 7 novembre - Demba Camara, calciatore guineano
- 7 novembre - Taco Charlton, giocatore di football americano statunitense
- 7 novembre - Gervonta Davis, pugile statunitense
- 7 novembre - Lee Erwin, calciatore scozzese
- 7 novembre - Tomer Ginat, cestista israeliano
- 7 novembre - Luciano González, giocatore di calcio a 5 statunitense
- 7 novembre - Golan Gutt, cestista israeliano
- 7 novembre - Manami Kojima, pallavolista giapponese
- 7 novembre - Merete Lutz, ex pallavolista statunitense
- 7 novembre - Calam Lynch, attore britannico
- 7 novembre - Arial Mendy, calciatore senegalese
- 7 novembre - Kanako Murakami, pattinatrice artistica su ghiaccio giapponese
- 7 novembre - Milica Nikolić, judoka serba
- 7 novembre - Konrad Nowak, calciatore polacco
- 7 novembre - Benito Raman, calciatore belga
- 7 novembre - SD, rapper statunitense
- 7 novembre - Racquel Sheath, ex pistard neozelandese
- 7 novembre - Algee Smith, attore statunitense
- 7 novembre - Marina Wallner, ex sciatrice alpina tedesca
- 8 novembre - Lauren Alaina, cantante statunitense
- 8 novembre - Darío Brizuela, cestista spagnolo
- 8 novembre - Edgardo Cartagena, pallavolista portoricano
- 8 novembre - Gregory Daniel, ex ciclista su strada e ex pistard statunitense
- 8 novembre - Diawandou Diagne, calciatore senegalese
- 8 novembre - Damien Dussaut, calciatore francese
- 8 novembre - Matheus Dória, calciatore brasiliano
- 8 novembre - Lucy Hatton, ostacolista britannica
- 8 novembre - Philipp Horn, biatleta tedesco
- 8 novembre - Liu Lingling, ginnasta cinese
- 8 novembre - Federica Mingolla, arrampicatrice italiana
- 8 novembre - Jovan Novak, cestista serbo
- 8 novembre - Catalina Pérez, calciatrice colombiana
- 8 novembre - Ramkumar Ramanathan, tennista indiano
- 8 novembre - Špela Rogelj, ex saltatrice con gli sci slovena
- 8 novembre - Viktorija Tkačuk, ostacolista ucraina
- 8 novembre - Moshtagh Yaghoubi, calciatore afghano
- 8 novembre - Kyōhei Yoshino, calciatore giapponese
- 8 novembre - Pedro Manuel Mota Pinto, calciatore portoghese
- 8 novembre - Marija Štetić, taekwondoka croata
- 9 novembre - Jordan Bolger, attore britannico
- 9 novembre - Charlotte Cardin, cantautrice e ex modella canadese
- 9 novembre - Carlos Fortes, calciatore capoverdiano
- 9 novembre - Saúl García Cabrero, calciatore spagnolo
- 9 novembre - Myles Hyppolite, calciatore grenadino
- 9 novembre - Adi Konstantinos, calciatore israeliano
- 9 novembre - Karin Mantoani, calciatrice italiana
- 9 novembre - Collin Martin, calciatore statunitense
- 9 novembre - Nayt, rapper italiano
- 9 novembre - MNEK, cantautore e produttore discografico britannico
- 9 novembre - Marine Partaud, tennista francese
- 9 novembre - Lebogang Phiri, calciatore sudafricano
- 9 novembre - Mimosa Willamo, attrice finlandese
- 10 novembre - Aron Þrándarson, calciatore islandese
- 10 novembre - Takuma Asano, calciatore giapponese
- 10 novembre - Kaan Ayhan, calciatore turco
- 10 novembre - Tommaso Biasci, calciatore italiano
- 10 novembre - Luke Bilyk, attore canadese
- 10 novembre - Andre De Grasse, velocista canadese
- 10 novembre - Zoey Deutch, attrice, attivista e modella statunitense
- 10 novembre - Quinn Gleason, tennista statunitense
- 10 novembre - Alan Herndon, cestista statunitense
- 10 novembre - Michal Hubínek, calciatore ceco
- 10 novembre - Fantine Lesaffre, nuotatrice francese
- 10 novembre - Borja Mendia, cestista spagnolo
- 10 novembre - Roberta Midali, ex sciatrice alpina italiana
- 10 novembre - Olivier Myny, calciatore belga
- 10 novembre - Óliver Torres, calciatore spagnolo
- 10 novembre - Jon Rahm, golfista spagnolo
- 10 novembre - Sam Simmonds, rugbista a 15 britannico
- 10 novembre - Bubacarr Trawally, calciatore gambiano
- 10 novembre - Lara Vukasović, pallavolista croata
- 10 novembre - Xeka, calciatore portoghese
- 11 novembre - Denis Bouanga, calciatore francese
- 11 novembre - Viktor Chomčenko, calciatore ucraino
- 11 novembre - Grazia Di Maggio, politica italiana
- 11 novembre - Ismael Diawara, calciatore svedese
- 11 novembre - Caitlin Foord, calciatrice australiana
- 11 novembre - Elvar Friðriksson, cestista islandese
- 11 novembre - Davon Godchaux, giocatore di football americano statunitense
- 11 novembre - MC Livinho, cantante brasiliano
- 11 novembre - Lamond Murray, ex cestista statunitense
- 11 novembre - Han Da-ra, cantante e attrice sudcoreana
- 11 novembre - Luke Paris, calciatore anguillano
- 11 novembre - Connor Price, attore e rapper canadese
- 11 novembre - Lio Rush, wrestler statunitense
- 11 novembre - Philipe Sampaio, calciatore brasiliano
- 11 novembre - Ellie Simmonds, ex nuotatrice inglese
- 11 novembre - Scoochie Smith, cestista statunitense
- 11 novembre - Kendall Stephens, cestista statunitense
- 11 novembre - Jordi Sánchez, calciatore spagnolo
- 11 novembre - Ugyen Jigme Wangchuck, principe bhutanese
- 11 novembre - Mikalaj Zolataŭ, calciatore bielorusso
- 12 novembre - Óscar Cabedo, ciclista su strada spagnolo
- 12 novembre - Guillaume Cizeron, ex danzatore su ghiaccio francese
- 12 novembre - Janet Devlin, cantante britannica
- 12 novembre - Marc Fournier, ex ciclista su strada francese
- 12 novembre - Tanner Hudson, giocatore di football americano statunitense
- 12 novembre - Kaleen, ballerina, coreografa e cantante austriaca
- 12 novembre - Samuel Piette, calciatore canadese
- 12 novembre - Jana Sizikova, tennista russa
- 13 novembre - Terrance Amorosa, hockeista su ghiaccio canadese
- 13 novembre - Eva Biasotto, calciatrice italiana
- 13 novembre - Stefano Bossi, cestista italiano
- 13 novembre - Jared Brownridge, cestista statunitense
- 13 novembre - Ivan Filipović, calciatore croato
- 13 novembre - Adonys Henriquez, cestista statunitense
- 13 novembre - Korn Khunatipapisiri, ballerino e attore thailandese
- 13 novembre - Bronson Koenig, ex cestista statunitense
- 13 novembre - Visar Musliu, calciatore macedone
- 13 novembre - Trayvon Palmer, cestista statunitense
- 13 novembre - Ryō Takano, calciatore giapponese
- 13 novembre - Andrew Tang, ex pilota automobilistico singaporiano
- 13 novembre - Tajinderpal Singh Toor, pesista indiano
- 14 novembre - Jack Barmby, ex calciatore inglese
- 14 novembre - Eladio Carrión, cantante e rapper statunitense
- 14 novembre - Nick DePuy, calciatore statunitense
- 14 novembre - Kinitoni Falatau, calciatore tongano
- 14 novembre - Thomas Murg, calciatore austriaco
- 14 novembre - Bubacarr Sanneh, calciatore gambiano
- 14 novembre - Denislav Vutev, cestista bulgaro
- 15 novembre - Tonni Adamsen, calciatore danese
- 15 novembre - Ekaterina Aleksandrova, tennista russa
- 15 novembre - Tyler Boyd, giocatore di football americano statunitense
- 15 novembre - Malcolm Cacutalua, calciatore tedesco
- 15 novembre - Dimitri Sousa, cestista brasiliano
- 15 novembre - Drissa Diarrassouba, calciatore ivoriano
- 15 novembre - Emma Dumont, attore e modello statunitense
- 15 novembre - Morgan Ferrier, calciatore inglese
- 15 novembre - Florian Gruber, slittinista italiano
- 15 novembre - Tegan Nox, wrestler britannica
- 15 novembre - Sam Tevi, giocatore di football americano statunitense
- 15 novembre - Sindarius Thornwell, cestista statunitense
- 15 novembre - Aboubacar Toungara, calciatore maliano
- 15 novembre - Theo Wharton, calciatore gallese
- 15 novembre - Rasmus Wranå, giocatore di curling svedese
- 16 novembre - Mara Aiacoboae, tuffatrice rumena
- 16 novembre - Serge Arnaud Aka, calciatore ivoriano
- 16 novembre - Gary Clark, cestista statunitense
- 16 novembre - Jarrad Davis, giocatore di football americano statunitense
- 16 novembre - Hamza Driouch, mezzofondista marocchino
- 16 novembre - Ezana Kahsay, calciatore eritreo
- 16 novembre - Moses Kingsley, cestista nigeriano
- 16 novembre - Malwina Kopron, martellista polacca
- 16 novembre - Kenneth Ogbe, cestista tedesco
- 16 novembre - Andrija Pavlović, calciatore serbo
- 16 novembre - Paul Perkins, giocatore di football americano statunitense
- 16 novembre - Cintia Rodríguez, ginnasta spagnola
- 16 novembre - Elena Tsagkrinou, cantante e conduttrice televisiva greca
- 16 novembre - Joel Valencia, calciatore ecuadoriano
- 16 novembre - Pavol Šafranko, calciatore slovacco
- 17 novembre - Rose Ayling-Ellis, attrice britannica
- 17 novembre - Raquel Castro, attrice statunitense
- 17 novembre - Heithem Dakhlaoui, lottatore tunisino
- 17 novembre - AJ Ginnis, sciatore alpino greco
- 17 novembre - Taylor Gold, snowboarder statunitense
- 17 novembre - Armin Hodžić, calciatore bosniaco
- 17 novembre - Krúbi, rapper ungherese
- 17 novembre - Marco Izzo, pallavolista italiano
- 17 novembre - Renáta Katona, schermitrice ungherese
- 17 novembre - Kevin Kerger, calciatore lussemburghese
- 17 novembre - Michael Kukrle, ciclista su strada ceco
- 17 novembre - Jacob Barrett Laursen, calciatore danese
- 17 novembre - Nick Lima, calciatore statunitense
- 17 novembre - Naoki Maeda, calciatore giapponese
- 17 novembre - Jarvis McClam, giocatore di football americano statunitense
- 17 novembre - Guido Petti Pagadizábal, rugbista a 15 argentino
- 17 novembre - Benno Schmitz, calciatore tedesco
- 17 novembre - Brandan Stith, cestista statunitense
- 17 novembre - Patrizio Stronati, calciatore ceco
- 17 novembre - Harry Tanfield, ciclista su strada e pistard britannico
- 17 novembre - D'Jamila Tavares, mezzofondista e siepista saotomense
- 17 novembre - Victoria Vivians, ex cestista statunitense
- 18 novembre - Ibrahim Abubakar, calciatore nigeriano
- 18 novembre - Trudi Carter, calciatrice giamaicana
- 18 novembre - Antonio Esposito, judoka italiano
- 18 novembre - ShawnDre' Jones, cestista statunitense
- 18 novembre - Brendan Kerry, pattinatore artistico su ghiaccio australiano
- 18 novembre - Danka Kovinić, tennista montenegrina
- 18 novembre - Michael Magnesi, pugile italiano
- 18 novembre - Andrea Parisini, pallamanista italiano
- 18 novembre - Antonio Pavić, ex calciatore croato
- 18 novembre - Joshua Yaro, calciatore ghanese
- 18 novembre - Ailton Cesar Junior Alves da Silva, calciatore brasiliano († 2016)
- 19 novembre - Alice Maria Arzuffi, ciclista su strada e ciclocrossista italiana
- 19 novembre - Ricardo Chávez Soto, calciatore messicano
- 19 novembre - Trisha Fernández, attrice, modella e conduttrice televisiva spagnola
- 19 novembre - Filippo Fiorelli, ciclista su strada italiano
- 19 novembre - Javi Galán, calciatore spagnolo
- 19 novembre - O.J. Howard, giocatore di football americano statunitense
- 19 novembre - Georgïý Jwkov, calciatore kazako
- 19 novembre - Ibrahima Mbaye, calciatore senegalese
- 19 novembre - Andrea Santangelo, pallavolista italiano
- 19 novembre - Osea Turagabeci, calciatore figiano
- 20 novembre - Seth Allen, cestista statunitense
- 20 novembre - Ángel Delgado, cestista dominicano
- 20 novembre - Solène Durand, calciatrice francese
- 20 novembre - Tove Enblom, calciatrice svedese
- 20 novembre - Adrijus Glebauskas, altista lituano
- 20 novembre - Merveille Goblet, calciatore belga
- 20 novembre - Casper Højer Nielsen, calciatore danese
- 20 novembre - Timothy Kitum, mezzofondista keniota
- 20 novembre - Bryant McIntosh, ex cestista statunitense
- 20 novembre - Murilo Henrique Pereira Rocha, calciatore brasiliano
- 20 novembre - Cristian Salvador, calciatore spagnolo
- 20 novembre - Andrés Vombergar, calciatore argentino
- 21 novembre - Martín Bengoa, calciatore spagnolo
- 21 novembre - Lorenzo Briganti, pallanuotista italiano
- 21 novembre - Aaron Evans, calciatore australiano
- 21 novembre - Rocco Hunt, cantautore e rapper italiano
- 21 novembre - Bubacarr Jobe, calciatore gambiano
- 21 novembre - Miyu Katō, tennista giapponese
- 21 novembre - Risako Kawai, lottatrice giapponese
- 21 novembre - Tat'jana Nabieva, ex ginnasta russa
- 21 novembre - Luke O'Nien, calciatore inglese
- 21 novembre - Saúl Ñíguez, calciatore spagnolo
- 21 novembre - Jeanelle Scheper, altista santaluciana
- 21 novembre - Wyatt Teller, giocatore di football americano statunitense
- 21 novembre - Mike Torres, cestista spagnolo
- 21 novembre - Gabriele Ugherani, giocatore di calcio a 5 italiano
- 21 novembre - Cecilia Zorzi, velista italiana
- 22 novembre - Kenyatte Allen jr, giocatore di football americano statunitense
- 22 novembre - Felix Annan, calciatore ghanese
- 22 novembre - Samantha Bricio, pallavolista messicana
- 22 novembre - Alexandre Chassang, cestista francese
- 22 novembre - Darrell Daniels, giocatore di football americano statunitense
- 22 novembre - Steve Furtado, calciatore francese
- 22 novembre - Luke Hendrie, calciatore inglese
- 22 novembre - Sami Hill, cestista canadese
- 22 novembre - Dacre Montgomery, attore australiano
- 22 novembre - Jenny Kim, modella sudcoreana
- 22 novembre - Emanuele Linfatti, attore italiano
- 22 novembre - Biro Biro, ex calciatore brasiliano
- 22 novembre - Nicolás Stefanelli, calciatore argentino
- 22 novembre - Keiji Tanaka, pattinatore artistico su ghiaccio giapponese
- 23 novembre - Rayan Yaslam, calciatore emiratino
- 23 novembre - Souhra Ali Mohamed, mezzofondista gibutiana
- 23 novembre - Aliyah, wrestler canadese
- 23 novembre - Capital Bra, rapper russo
- 23 novembre - Wesley Burns, calciatore gallese
- 23 novembre - DeAndre Davis, cestista statunitense
- 23 novembre - Seny Dieng, calciatore senegalese
- 23 novembre - Chris Harper, ciclista su strada australiano
- 23 novembre - Arnoud Holierhoek, giocatore di football americano olandese
- 23 novembre - Julian Jacobs, ex cestista statunitense
- 23 novembre - Nicola Kollmann, ex calciatore liechtensteinese
- 23 novembre - Tauatua Lucas, calciatore francese
- 23 novembre - Bandar Al-Ahbabi, calciatore emiratino
- 23 novembre - Johnny Mundt, giocatore di football americano statunitense
- 23 novembre - Joy Ngiaw, compositrice malese
- 23 novembre - Paulo Otávio, calciatore brasiliano
- 23 novembre - Aryjan Tjutrin, lottatore russo
- 23 novembre - Ieva Zarankaitė, discobola e pesista lituana
- 24 novembre - Marième Badiane, cestista francese
- 24 novembre - Nabil Bentaleb, calciatore francese
- 24 novembre - Bradley Bozeman, giocatore di football americano statunitense
- 24 novembre - Marine Brevet, ginnasta francese
- 24 novembre - Jovana Damnjanović, calciatrice serba
- 24 novembre - Hilal El-Helwe, calciatore tedesco
- 24 novembre - Ben Emelogu, ex cestista statunitense
- 24 novembre - Moi Gómez, calciatore spagnolo
- 24 novembre - Reece Mastin, cantautore australiano
- 24 novembre - Emre Nefiz, calciatore turco
- 24 novembre - Park Hye-su, attrice sudcoreana
- 24 novembre - Jaleen Smith, cestista statunitense
- 24 novembre - Daichi Takatani, lottatore giapponese
- 24 novembre - Adolphus Washington, giocatore di football americano statunitense
- 24 novembre - Nana Welbeck, calciatore ghanese
- 25 novembre - Filipe Baravilala, calciatore figiano
- 25 novembre - Clément Depres, calciatore francese
- 25 novembre - Carlos Embalo, calciatore guineense
- 25 novembre - Rasmus Larsen, cestista danese († 2015)
- 25 novembre - Stanislav Lobotka, calciatore slovacco
- 25 novembre - Luis Salces, calciatore argentino
- 25 novembre - Zdeněk Stromšík, velocista ceco
- 25 novembre - Gjøran Tefre, fondista norvegese
- 26 novembre - Melvyn Lorenzen, calciatore ugandese
- 26 novembre - Steve Makuka, calciatore uruguaiano
- 26 novembre - Park Ji-hyun, attrice sudcoreana
- 26 novembre - Alex Pontons, calciatore boliviano
- 26 novembre - Kathryn Sullivan, pallavolista statunitense
- 26 novembre - Anton Tremmel, sciatore alpino tedesco
- 26 novembre - Ricardo Vaz, calciatore portoghese
- 27 novembre - José Balleza Isaias, tuffatore messicano
- 27 novembre - Fernando Gorriarán, calciatore uruguaiano
- 27 novembre - Stefan Haudum, calciatore austriaco
- 27 novembre - Kristina Il'inych, tuffatrice russa
- 27 novembre - Mouhammadou Jaiteh, cestista francese
- 27 novembre - Draško Jovanov, taekwondoka serbo
- 27 novembre - Julia Medina, cantante spagnola
- 27 novembre - Philip Oslev, calciatore burundese
- 27 novembre - Andreea Părăluță, calciatrice rumena
- 27 novembre - Tyler Roberson, cestista statunitense
- 28 novembre - Anthony Briançon, calciatore francese
- 28 novembre - Francis de Vries, calciatore neozelandese
- 28 novembre - Nao Hibino, tennista giapponese
- 28 novembre - Marie-Ève Paget, cestista francese
- 28 novembre - Kristoffer Peterson, calciatore svedese
- 28 novembre - Shota Phartenadze, lottatore georgiano
- 28 novembre - Jhonatan Restrepo, ciclista su strada e pistard colombiano
- 28 novembre - Gaetano Schimmenti, atleta paralimpico italiano
- 28 novembre - Claudio Servetti, calciatore uruguaiano
- 28 novembre - Harriet Slater, attrice britannica
- 28 novembre - Antonella Terranella, ex cestista italiana
- 28 novembre - Hristijana Todorova, ex ginnasta bulgara
- 29 novembre - Alef Manga, calciatore brasiliano
- 29 novembre - Timofej Andrijashenko, danzatore lettone
- 29 novembre - Bechir Ben Saïd, calciatore tunisino
- 29 novembre - Jordan Dasuqi, cestista statunitense
- 29 novembre - Christophe Noppe, ciclista su strada belga
- 29 novembre - Julius Randle, cestista statunitense
- 29 novembre - Leonardo Villalba, calciatore argentino
- 29 novembre - Zhu Ting, pallavolista cinese
- 30 novembre - Anthony Averett, giocatore di football americano statunitense
- 30 novembre - Fuad Bayramov, ex calciatore azero
- 30 novembre - Marko Daňo, hockeista su ghiaccio slovacco
- 30 novembre - Semih Güler, calciatore tedesco
- 30 novembre - Brendan Hines-Ike, calciatore statunitense
- 30 novembre - Chris Kablan, calciatore svizzero
- 30 novembre - Hussain Abbas, calciatore emiratino
- 30 novembre - Lui Lai Yiu, ostacolista hongkonghese
- 30 novembre - Reggie Lynch, cestista statunitense
- 30 novembre - Kadú, calciatore angolano
- 30 novembre - William Melling, attore britannico
- 30 novembre - Roy Nissany, pilota automobilistico israeliano
- 30 novembre - Enrico Salvador, ex ciclista su strada italiano
- 30 novembre - Giacomo Simoncini, politico sammarinese
- 30 novembre - Franklin Wadja, calciatore camerunese